# Xanthopimpla nanasiensis
Xanthopimpla nanasiensis är en stekelart som beskrevs av Ng och Idris 2003. Xanthopimpla nanasiensis ingår i släktet Xanthopimpla och familjen brokparasitsteklar. Inga underarter finns listade i Catalogue of Life.